# Glenognatha
Genre
Synonymes
- Mimognatha Banks, 1929
- Hivaoa Berland, 1935

Glenognatha est un genre d'araignées aranéomorphes de la famille des Tetragnathidae.

## Distribution
Les espèces de ce genre se rencontrent en Amérique, en Océanie, en Asie et en Afrique subsaharienne.

## Liste des espèces
Selon World Spider Catalog (version 25.5, 11/09/2024) :
- Glenognatha argenteoguttata (Berland, 1935)
- Glenognatha argyrostilba (O. Pickard-Cambridge, 1876)
- Glenognatha australis (Keyserling, 1883)
- Glenognatha boraceia Cabra-García & Brescovit, 2016
- Glenognatha caaguara Cabra-García & Brescovit, 2016
- Glenognatha camisea Cabra-García & Brescovit, 2016
- Glenognatha caparu Cabra-García & Brescovit, 2016
- Glenognatha caporiaccoi Platnick, 1993
- Glenognatha chamberlini (Berland, 1942)
- Glenognatha dentata (Zhu & Wen, 1978)
- Glenognatha dubiosa Benjamin, 2024
- Glenognatha emertoni Simon, 1887
- Glenognatha florezi Cabra-García & Brescovit, 2016
- Glenognatha foxi (McCook, 1894)
- Glenognatha ganeshi (Bodkhe, Manthen & Tanikawa, 2014)
- Glenognatha gaujoni Simon, 1895
- Glenognatha globosa (Petrunkevitch, 1925)
- Glenognatha gloriae (Petrunkevitch, 1930)
- Glenognatha gouldi Cabra-García & Brescovit, 2016
- Glenognatha heleios Hormiga, 1990
- Glenognatha hirsutissima (Berland, 1935)
- Glenognatha iviei Levi, 1980
- Glenognatha januari Cabra-García & Brescovit, 2016
- Glenognatha lacteovittata (Mello-Leitão, 1944)
- Glenognatha ledouxi Dierkens, 2016
- Glenognatha mendezi Cabra-García & Brescovit, 2016
- Glenognatha minuta Banks, 1898
- Glenognatha nigromaculata (Berland, 1933)
- Glenognatha osawai Baba & Tanikawa, 2018
- Glenognatha patriceae Cabra-García & Brescovit, 2016
- Glenognatha paullula Sankaran, Caleb & Sebastian, 2020
- Glenognatha phalangiops (Berland, 1942)
- Glenognatha smilodon Bosmans & Bosselaers, 1994
- Glenognatha spherella Chamberlin & Ivie, 1936
- Glenognatha tangi (Zhu, Song & Zhang, 2003)
- Glenognatha timbira Cabra-García & Brescovit, 2016
- Glenognatha vivianae Cabra-García & Brescovit, 2016

## Systématique et taxinomie
Ce genre a été décrit par Simon en 1887.
Mimognatha et Hivaoa ont été placés en synonymie par Levi en 1980.

## Publication originale
- Simon, 1887 : « Observation sur divers arachnides: synonymies et descriptions. 5. » Annales de la Société Entomologique de France sér. 6, vol. 7, p. 193-195 (texte intégral).